# Chiến dịch Avalon
Chiến dịch Avalon là một chiến dịch quân do Pháp và Afghanistan tiến hành nhằm vào phiến quân Taliban tại Thung lũng Tagab phía Đông thủ đô Kabul ngày 15 tháng 11 năm 2009 trong Chiến tranh Afghanistan. Hàng trăm lính Pháp và quân chính phủ Afghanistan tiến vào khu vực thung lũng trong nỗ lực giành quyền kiểm soát nơi từ lâu nay vẫn là khu an toàn cho phiến quân, dùng để tấn công chớp nhoáng rồi sau đó lẩn vào các ngôi làng trong vùng đồi núi.